# Gérard Frémy
Gérard Frémy (12 marzo 1935 – 19 gennaio 2014) è stato un pianista, compositore e percussionista francese.

## Biografia
Alunno con Yves Nat del Conservatoire de Paris, Frémy terminò i suoi studi ottenendo il Premier prix de Conservatoire a soli sedici anni.
Fu designato da Marcel Dupré e dalla CulturesFrance come vincitore di una borsa di studio del governo sovietico. Per 3 anni, studiò al Conservatorio Ciajkovskij di Mosca con Heinrich Neuhaus e conobbe artisti quali Sviatoslav Richter, Ėmil' Grigor'evič Gilel's ecc. Avrebbe in questo periodo eseguito circa una quarantina tra concerti e registrazioni per la radio di stato. Si esibì con uguale successo nella maggior parte dei paesi europei, negli Stati Uniti e in Giappone. Fu anche uno dei nomi di punta della musica contemporanea: solista di ensemble quali Ensemble Ars Nova e Musique Vivante, suonò con il gruppo Stockhausen di Osaka (1970). Tra i suoi compositori preferiti figurano Wolfgang Amadeus Mozart, Franz Schubert, Robert Schumann, Debussy, Maurice Ravel e John Cage. Il suo repertorio molto ampio va quindi da J.S. Bach a Cage, del quale non fu solo il più vicino interprete francese, ma è considerato uno dei depositari della sua eredità. È noto, in particolare, per la sua interpretazione di Sonatas and Interludes e Music of Changes. Familiare con la composizione contemporanea, tenne le prime audizioni dei più importanti compositori del tempo. Tra le prime che realizzò, Société II, Si le piano était un corps de femme, e Und so weiter di Luc Ferrari e Pôle pour deux di Stockhausen. Il compositore Michèle Bokanowski dedicò la sua Pour un pianiste a lui. Una parte importante della sua carriera è stata dedicata alla pedagogia da quando insegnò al Conservatoire de Paris, tra gli altri, dove tenne lezioni di pianoforte e musica da camera. Molti dei suoi studenti ebbero premi e riconoscimenti nelle più importanti competizioni internazionali. Tra questi ci sono Cédric Tiberghien, Jérôme Ducros, Nicolas Horvath e Nicolas Stavy.

## Opere (parziale)
- Easyroad
- Duo
- Eine kleine Freundschaftmusik